# Droga wojewódzka nr 302
Droga wojewódzka nr 302 (DW302) – droga wojewódzka klasy G o długości 35 km, pierwotnie łączącą Brudzewo (DW303) z DW305 w Nowym Tomyślu.
Droga położona jest na terenie województwa lubuskiego (powiat świebodziński) oraz na terenie województwa wielkopolskiego (powiat nowotomyski). Droga między DW303 a DW304 jest bardzo wąska i jest bardzo złej jakości. 14 grudnia 2023 oddano do użytku nowy odcinek drogi zwany Małą Obwodnicą Regionu Kozła, który zmienia jej przebieg, omijając miejscowości Chlastawa, Kosieczyn i Podmokle Wielkie oraz łącząc się z DW304 przed Babimostem, nie przebiegając obecnie już tym sposobem przez miejscowości Kręcko oraz Brudzewo.

## Dopuszczalny nacisk na oś
Na całej długości drogi nr 302 dopuszczalny jest ruch pojazdów o nacisku pojedynczej osi do 8 ton.

## Historia numeracji
Na przestrzeni lat trasa posiadała różne oznaczenia:
| Numer | Przebieg drogi         | Lata obowiązywania | Źródło | Uwagi                                    |
| ----- | ---------------------- | ------------------ | --- | ---------------------------------------- |
| 302   | Brudzewo – Nowy Tomyśl | 1986 – nadal       | Uchwała nr 192 Rady Ministrów z dnia 2 grudnia 1985 r. w sprawie zaliczenia dróg do kategorii dróg krajowych. | W latach 1986 – 1998 jako droga krajowa. |

## Miejscowości leżące przy trasie DW 302

### województwo lubuskie
- Brudzewo (DW303)
- Kręcko
- Kosieczyn (DW304)
- Zbąszynek
- Chlastawa

### województwo wielkopolskie
- Nądnia
- Zbąszyń
- Jastrzębsko Stare
- Sękowo
- Nowy Tomyśl (DW308) i (DW305)